# Богданченко, Сергей Николаевич
Сергей Николаевич Богданченко (1969—1999) — старший лейтенант Внутренних войск МВД РФ, участник первой и второй чеченских войн. Герой Российской Федерации (1999).

## Биография
Сергей Богданченко родился 21 февраля 1969 года в станице Вознесенская Лабинского района Краснодарского края. Окончил Вознесенский механико-технологический техникум. В июне 1988 года он был призван на службу в Советскую Армию. После увольнения в запас окончил СПТУ № 28 в Лабинске, работал на одном из городских предприятий. В 1994 году Богданченко поступил на службу по контракту по внутренние войска МВД РФ. Участвовал в первой чеченской войне, штурмовал дворец Дудаева в Грозном. В 1996 году окончил экстерном курсы при Санкт-Петербургском высшем военном командном училище ВВ МВД РФ. С ноября 1997 года в звании старшего лейтенанта командовал взводом группы специального назначения, с ноября 1998 года — в армавирском отряде специального назначения.

## Подвиг
В начале сентября 1999 года на территорию Новолакского района Дагестана с территории Чечни вторглись вооружённые бандформирования сепаратистов. Перед армавирским отрядом спецназа была поставлена задача захватить и удержать высоту 715,3 к северо-западу от села Новолакское. Незаметно миновав позиции боевиков, отряд к 6 часам утра 10 сентября занял гребень высоты и вступил в бой. Группа под командованием Богданченко была направлена на самый крутой скат холма, где столкнулась с противником и выбила его с занимаемых позиций. В том бою Богданченко был тяжело ранен, но продолжал руководить боем. Его группа сумела удержать захваченные позиции. При эвакуации Богданченко скончался от полученных ранений. Похоронен в родной станице.
Указом Президента Российской Федерации № 1496 от 12 ноября 1999 года за «мужество и героизм, проявленные при исполнении воинского долга в Северо-Кавказском регионе» старший лейтенант Сергей Богданченко посмертно был удостоен высокого звания Героя Российской Федерации. Также был награждён орденом Мужества. Навечно зачислен в списки воинской части.

## Память
- В честь Богданченко названа улица и средняя школа № 28 в станице Вознесенской[1].